# Forte da Baixa do Vigário
O Forte da Baixa do Vigário localizava-se na praia Formosa, na freguesia da Almagreira, concelho da Vila do Porto, a SSO na ilha de Santa Maria, nos Açores.
Em posição dominante na chamada Baixa do Vigário, a este da baía da Praia, constituiu-se em uma bateria destinada à defesa deste ancoradouro contra os ataques de piratas e corsários, outrora frequentes nesta região do oceano Atlântico. Cruzava fogos com o Forte de São João Baptista da Praia Formosa.

## História
No contexto da Guerra da Sucessão Espanhola (1702-1714) pode ser um dois redutos na baía da Praia sob a designação "O Forte (...), da Praya, e os dous Redutos." na relação "Fortificações nos Açores existentes em 1710".
FIGUEIREDO (1960) assim refere a baía da Praia e as suas fortificações em 1815: "(...) a Bahia da Praia com um grande areal d'areia branca, vaza ali a ribeira dos Gatos e a da Praia que tem os quatro moinhos, e tem três castellos de que já se fez menção." E complementa: "Dito [forte] sito no sítio da Praia chamado a Baixa do Vigário com três peças e um pedreiro, tudo corruto."
A "Relação" do marechal de campo Barão de Bastos em 1862 informa que se encontra arruinado.
A estrutura desapareceu, possivelmente em função da construção do antigo pontão que servia de ancoradouro, hoje também desaparecido.